# Mary Quant
Mary Quant OBE FCSD, (Londres, 11 de fevereiro de 1930 – Surrey, 13 de abril de 2023) foi uma estilista britânica que na década de 1960 foi a responsável pela criação da minissaia e também popularizou um tipo de roupa do início do século XX, com algumas pequenas mudanças como os Hot pants.
Na juventude, Mary Quant criava suas roupas, e, aos poucos, decidiu vender as peças também, pois achava a moda "terrivelmente feia". Anos depois, com o marido, abriu a loja Bazaar, na famosa King’s Road, em Londres.
Criou um diminuto pedaço de pano que mudou o guarda-roupa feminino: a minissaia. As saias de 30 cm de comprimento eram usadas com camisetas justas e botas altas. Em poucos anos, Mary Quant abriu 150 filiais na Inglaterra, 320 nos EUA e milhares de pontos de venda no mundo todo. A butique Bazaar se tornou o símbolo de vanguarda dos anos 60 e 70.
Em 1966, a rainha Elizabeth II condecorou Quant com a Ordem do Império Britânico, prêmio que ela recebeu vestindo mais uma de suas criações. Em 1994, aos 60 anos, Mary Quant lançou uma coleção de acessórios e de cosméticos. “É para que ninguém me esqueça”, disse a estilista, ainda adepta de minissaias.

## Morte
Quant morre no dia 13 de abril de 2023, aos 93 anos.